# Erick Sermon
Erick Sermon, også kendt som Erick Onassis, (født 25. november 1968) er en amerikansk rapper, musiker og producer. 
Sermon er bedst kendt som halvdelen af hiphopgruppen EPMD fra slutningen af 1980'erne til starten 1990'erne og for hans produktionsarbejde. Han bor i øjeblikket i Hauppauge, New York i USA.
"The Green Eyed Bandit", som han også kaldes har også lavet flere solo-indspilninger og albums. Sermon er også en spilbar figur i kampvideospillet Def Jam: Fight for NY fra 2004. 